# Visthuset, Dalarna
Visthuset är en sjö i Säters kommun i Dalarna och ingår i Gavleåns huvudavrinningsområde.